# Masseria La Palmenta
La Masseria La Palmenta sita nel comune di Foglianise in provincia di Benevento, è un antico casale situato ai confini fra il comune di Foglianise e quello di Benevento lungo le sponde del fiume Calore Irpino.

## Storia
La masseria, anche se in completo degrado, è uno splendido esempio di architettura rurale del 1550, data che ancora oggi è possibile leggere su un portale in pietra di uno dei due ingressi. Nelle mura di costruzione erano stati inseriti dei blocchi con scritture latine, ora quasi tutti trafugati, che probabilmente erano stati presi dall'insediamento romano, ritrovato nella zona sottostante, nella zona che storicamente è denominata "Il ponte delle maurelle" ponte romano di cui sono visibili i resti. La masseria è visibile venendo da Benevento, per due enormi alberi di pini che anch'essi, probabilmente, risalgono al 1500, anche loro bisognosi di cure.
Donata nel 1536 da Carlo V al Capitano Giacomo Pedicini, Patrizio Beneventano, unitamente alle altre tenute feudali Chiurica, Mirella e Campo Alfano. Lo stesso Carlo V, nell'atto di donazione di detti feudi, definisce il Capitano Giacomo Pedicini" Magnifico et Illustri viro fedeli nostro diletto, et strenuo equitum Duci Jacobo Pedicino Beneventano". Chiama l'Imperatore la famiglia del detto Giacomo "Nobile ab immemorabile" della città di Benevento, e tra i molti privilegi e grazie che gli concedette vi fu quello di porre, tanto lui quanto i suoi successori, lo stemma di famiglia consistente in un albero di verde nordico con una vipera avvinghiata al suo tronco, nel cuore dell'Aquila dell'Impero. Tale stemma ancora oggi è perfettamente visibile sia sulla facciata di casa Pedicini in Benevento sia sul soffitto di una delle stanze della casa Pedicini in foglianise.